# Resolution (아사미 유마의 노래)
〈Resolution〉(레절루션)은 일본의 탤런트 및 성인 비디오 여배우였던 배우 아사미 유마의 첫 번째 싱글로서 2008년 1월 23일에 발매되었다. 타이틀 곡인 〈Resolution〉와 B 사이드 곡 〈벌룬〉(バルーン)의 작사와 편곡은 타카시마 토모아키(高島智明), 작곡은 LINKMORE Project.가 맡았으며, 머메이드 키스가 유통을 담당했다. 발매 시기에 AV 사무소들은 소속 여배우들의 싱글을 제작하는 붐이 일어났으며, 이 앨범 역시 그런 앨범들 중 하나로서 제작되었다. 앨범 《Resolution》에는 타이틀 곡과 B 사이드 곡, 그리고 두 곡의 가라오케 버전을 합쳐 총 4곡이 수록되어 있으며, 메이킹 필름, 특전 영상 등이 들어있는 DVD가 동봉되었다.

## 수록곡
- 전 구성 : 2장

| #            | 제목                          | 작사              | 작곡              | 편곡              | 재생 시간 |
| ------------ | ----------------------------- | ----------------- | ----------------- | ----------------- | --------- |
| 1.           | 〈〈Resolution〉〉            | 타카시마 토모아키 | LINKMORE Project. | 타카시마 토모아키 | 4:25      |
| 2.           | 〈〈벌룬〉 (バルーン)〉       | 타카시마 토모아키 | LINKMORE Project. | 타카시마 토모아키 | 5:03      |
| 3.           | 〈〈Resolution〉 (가라오케)〉 | 타카시마 토모아키 | LINKMORE Project. | 타카시마 토모아키 | 4:25      |
| 4.           | 〈〈벌룬〉 (가라오케)〉       | 타카시마 토모아키 | LINKMORE Project. | 타카시마 토모아키 | 5:00      |
| 총 재생 시간 | 총 재생 시간                  | 총 재생 시간      | 총 재생 시간      | 총 재생 시간      | 18:53     |

| #  | 제목                                  | 재생 시간 |
| -- | ------------------------------------- | --------- |
| 1. | 〈〈Resolution〉〉                    | 0:00      |
| 2. | 〈〈유마★특전영상〉 (ゆま★特典映像)〉 | 0:00      |
| 3. | 〈〈메이킹 필름〉 (メイキング)〉      | 0:00      |